# NGC 2558
NGC 2558 este o galaxie LINER situată în constelația Racul. A fost descoperită în 13 februarie 1787 de către William Herschel. Se află la o distanță de 96,83 de megaparseci de Pământ.